# Arberešové

Mapa albánského osídlení podle dialektů

Arberešové (Arbëreshë) nebo také Italoalbánci jsou příslušníci národnostní menšiny žijící na jihu Itálie, tvořené křesťanskými uprchlíky z Albánie, kteří se v oblasti usazovali od 15. století.
Počet Arberešů se odhaduje na zhruba sto tisíc a lidí se smíšeným arberešským původem na dva miliony. Žijí převážně v krajích Apulie, Basilicata, Kalábrie, Molise a Sicílie. Hovoří arbereštinou, která se vyvinula ze středověké toskičtiny ovlivněné řečtinou a italštinou. Většina z nich se hlásí k italsko-albánské církvi, užívající byzantský ritus, místní církev tvoří eparchie Lungro, eparchie Piana degli Albanesi a územní opatství Santa Maria di Grottaferrata.
Albánský vládce Gjergj Kastrioti Skanderbeg udržoval spojenectví s Neapolským královstvím a vyjednal roku 1459 pro své nejbližší spolubojovníky s rodinami právo usadit se na Apeninském poloostrově, aby po dobytí Albánie Osmanskou říší unikli islamizaci. Následovalo několik dalších emigračních vln; příchozí z Albánie žili v izolovaných vesnicích a většinou se dávali najímat jako žoldnéři. Obývali převážně chudé, neúrodné kraje, což vedlo od druhé poloviny 19. století k masovému vystěhovalectví do zámoří: početné komunity Arberešů žijí v USA, Kanadě, Brazílii a Argentině.
Vzhledem k životu v dlouholeté izolaci si Arberešové uchovali svůj jazyk, náboženství a zvyky, od jejich osídlení jsou také odvozeny geografické názvy jako Vaccarizzo Albanese. V Itálii mají rozsáhlou kulturní autonomii: například ve městě Civita se nachází arberešské muzeum a Skanderbegova socha, hlavním střediskem Arberešů je Piana degli Albanesi (arberešsky Hora e Arbëreshëvet) na Sicílii, kde se nachází katedrála sv. Demetria ze Soluně a škola s výukou v arbereštině, všechny nápisy v městečku a okolí jsou dvojjazyčné. V obci San Demetrio Corone se každoročně koná festival arberešské hudby (Festivali i Këngës Arbëreshe), v arbereštině vycházejí knihy a vysílá rozhlasová stanice Radio Shpresa.

## Známí Arberešové
- Klement XI. – papež
- Francesco Crispi – politik
- Jeronim de Rada – spisovatel
- Tito Schipa – operní pěvec
- Joseph J. DioGuardi – americký politik
- Ernesto Sabato – argentinský spisovatel
- Joe Lala – americký hudebník a herec
- Antonio Candreva – fotbalista
- Antonio Gramsci – filosof[1]